# 辻本一樹
辻本一樹（つじもと かずき、1969年9月22日 - ）は、大阪府出身の俳優。ジャパンアクションエンタープライズ所属。血液型O型、身長171cm。

## 出演作品

### テレビドラマ
- 翔んでる!平賀源内 第19話（1989年、TBSテレビ）
- 暴れん坊将軍シリーズ（テレビ朝日）
  - 暴れん坊将軍V 第34話（1993年）
  - 暴れん坊将軍Ⅵ 第34話（1995年）
  - 暴れん坊将軍X 第11話（2000年）
- 水戸黄門シリーズ（TBSテレビ）
  - 第22部 第9話（1993年）
  - 第25部 第40話（1997年）
  - 第27部 第4話（1999年）
  - 第28部 第25話（2000年）
  - 第30部 第13話（2002年）
  - 第34部 第7話（2005年）
  - 第35部 第5話（2005年）
  - 第38部 第2話（2008年）- 仁吉 役
  - 第42部 第6話（2010年）- 高木十兵衛 役
- 江戸を斬るVIII 第21話（1994年、TBSテレビ）
- 銭形平次スペシャル8 消えた弁財天（1995年、フジテレビ）
- さむらい探偵事件簿 第9話（1997年、日本テレビ）
- 小京都龍野殺人事件（1997年、TBSテレビ）
- 御家人斬九郎（フジテレビ）
  - 第3シリーズ 第1話（スペシャル）「男二人」（1997年10月22日）
  - 第5シリーズ 第3話「最後の忍者」（2002年1月8日） - 忍者 役
- 南町奉行事件帖 怒れ!求馬 第13話（1998年、TBSテレビ）
- 痛快!三匹のご隠居 第3話（1999年、テレビ朝日）
- 科捜研の女シリーズ（テレビ朝日）
  - Season1 第5話（1999年11月18日）
  - 新・科捜研の女2 第1話（2005年7月14日）
  - 科捜研の女スペシャル（2013年12月25日） - 藤井 役
- 舞妓さんは名探偵! 第6話（1999年、テレビ朝日）
- 次郎長三国志 第5部（2000年、テレビ東京）
- 怪談百物語 第6回「狼男」（2002年、フジテレビ）
- オヤジ探偵2 第6話（2002年、テレビ朝日）- 田中敏博 役
- 盤嶽の一生 第6話「流れ者」（2002年5月28日、フジテレビ）
- 京都迷宮案内（テレビ朝日）
  - 第5シリーズ 第4話（2003年1月30日）
  - 新・京都迷宮案内1 第7話（2003年12月11日）
- 太閤記 サルと呼ばれた男（2003年、フジテレビ）- 伝令 役
- 子連れ狼 第1/10話（2004年、テレビ朝日）- 太郎 役
- 赤い月 第1/2話（2004年、テレビ東京）- 謝文東 役
- 京都華道家元殺人事件（2004年、TBSテレビ）
- ちゅらさん3 第2回（2004年9月20日、NHK総合）- 父 役
- 丹下左膳（2004年、日本テレビ）
- 怪談スペシャル 100 tales of horror「化け猫」（2005年、フジテレビ）
- 巷説百物語「狐者異」（2005年、WOWOW）
- 風林火山（2006年、テレビ朝日）
- 大奥スペシャル（2006年、フジテレビ）- 狂言師 役
- スシ王子! 第3-8話（2007年、テレビ朝日）- レギュラー出演
- 逃亡者 おりん スペシャル 烈火の巻（2008年、テレビ東京）- 伊佐吉 役
- 鞍馬天狗 第7/8話（2008年、NHK）- 池永十太夫 役
- 大河ドラマ（NHK）
  - 篤姫 第2回（2008年1月13日）- 側近 役[1]
  - 龍馬伝 第31回 - 第33回（2010年8月1日 - 15日）- 上州藩上士 役[2][3][4]
  - 八重の桜 第42回（2013年10月20日）- 相原尚褧 役
  - 青天を衝け 第18回・第19回（2021年6月13日・20日） - 関根 役[5][6]
- 陽炎の辻〜居眠り磐音 江戸双紙〜（NHK総合）
  - 第1シリーズ 最終話（2008年10月11日）- 伊東八十吉 役
  - 第3シリーズ（2009年4月18日 - 8月8日）- 曽我部俊道 役
- ゴーストフレンズ 第10話（2009年、NHK）- 野球部キャプテン 役
- リセット 第12話（2009年、読売テレビ）- 山本 役
- BS時代劇 塚原卜伝 第3回（2011年10月16日、NHK BSプレミアム）- 円珍 役[7]
- 走馬灯株式会社 第3話（2012年、TBSテレビ）- 妹尾雅彦 役
- 金曜プレステージ「山村美紗サスペンス・黒の滑走路3・空港大パニックの中仕組まれた完全犯罪!」（2013年、フジテレビ）- グエン・ヴァン・チャイ 役
- 酔いどれ小籐次 第1回（2013年、NHK）- 馬渕権平 役
- 仮面ライダーシリーズ（テレビ朝日）
  - 仮面ライダーウィザード 第36話・第37話（2013年5月19日・26日）- 警官 役
  - 仮面ライダー鎧武/ガイム 第45話（2014年9月14日）- レンジャー部隊隊員B 役
  - 仮面ライダードライブ 第9話（2014年12月7日）- 部下 役
  - 仮面ライダーガッチャード 第13話・第28話・第36話・第40話（2023年12月3日・2024年3月24日・5月19日・6月16日）- 錬金連合幹部 役
- 警部補・佐々木丈太郎7（2014年、フジテレビ）- 白井秀夫 役
- 吉原裏同心 最終話（2014年、NHK）- 浪人B 役
- 紅白が生まれた日（2015年、NHK）
- 絶対零度〜未然犯罪潜入捜査〜 第1話（2018年、フジテレビ）
- 土曜時代劇「そろばん侍 風の市兵衛」 第6話（2018年、NHK総合） - 夏長 役
- ルパンの娘 第1話（2019年、フジテレビ）- 護衛 役
- 超速パラヒーロー ガンディーン 第1話・第2話（2021年6月26日・7月3日、NHK総合） - イリオス 役
- ウルトラマンブレーザー 第4話（2023年7月29日、テレビ東京） - 曽根崎浩 役

### 映画
- 将軍家光の乱心 激突（1989年）
- つぐみ（1990年）
- 御法度（1999年）
- イマジナリーライン（2000年）- 彼氏 役
- RED SHADOW 赤影（2001年）
- くノ一忍法伝 魔物の館 〜女淫兄妹抄〜（2001年）- 真海 役
- リメリメ（2002年）
- 魔界転生（2003年）- 頼宣の家臣 役
- ラスト サムライ（2003年）- スタントライダー
- ぼくんち（2003年）- 彼氏 役
- あずみ（2003年5月10日公開、監督：北村龍平、東宝） - 山賊 役[8]
- 抱腹絶闘／FLYING GIRLS（2003年）- 近藤刑事課長 役
- セカイノオワリ（2003年）
- 阿修羅城の瞳（2005年）
- あずみ2 Death or Love（2005年3月12日公開、監督：金子修介、東宝） - 伊賀者 役[9]
- 男たちの大和/YAMATO（2005年）
- 戦国自衛隊1549（2005年）- 谷口二尉 役
- 闇抹人（2005年）
- 劇場版 仮面ライダー響鬼と7人の戦鬼（2005年9月3日）
- 茶々 天涯の貴妃（2007年）- 根津甚八 役
- 真・女立喰師列伝 荒野の弐挺拳銃 バーボンのミキ（2007年）- フランコ署長 役
- 蒼き狼 〜地果て海尽きるまで〜（2007年）- トゥルイ 役
- 大帝の剣（2007年）
- 陰獣（2008年） - 大江春泥 役 ※フランス映画
- 銀幕版 スシ王子! 〜ニューヨークへ行く〜（2008年）
- 実録・連合赤軍　あさま山荘への道程（2008年）- 前沢虎義 役
- ハード・リベンジ、ミリー ブラッディバトル（2009年）- イッキ 役
- 真一文字 拳（2009年）- バイチャンティン 役
- 斬~KILL~ 妖刀射程（2009年）- 岩倉忠靖 役
- 11・25自決の日 三島由紀夫と若者たち（2012年）- 教官 役
- エイトレンジャー∞（2012年）- 強面 役
- モンスター (百田尚樹)（2013年）- 駅長 役
- BUSHIDOMAN（2013年）- 無双 役
- Dear Girl ~stories~ The Movie2（2014年）- ジャッキー・チュン 役
- THE NEXT GENERATION -パトレイバー- 首都決戦（2015年）- マチェットの男 役
- 劇場版 忍者じゃじゃ丸くん - ジョセフ・雷 役
- 太陽は動かない（2020年）[10]

### 舞台
- 子供の一生（1999年、京都エンジェル会館）
- 背中を見せて（2000年、千里A&Hホール）
- 紫陽花恋記〜おひかえなすって、おくれやっしゃ〜（2000年、近鉄小劇場）
- 四月の歌（2001年、心斎橋ウイング・フィールド）
- 宮城野（2001年、心斎橋ウイング・フィールド）
- しおん（2001年、府中芸術劇場）
- また逢おうと竜馬は言った。（2002年、森ノ宮プラネットステーション）
- LAST NIGHT〜夕顔の咲く庭で〜（2002年、森ノ宮プラネットステーション）
- どこまでやるのん＠茂平と吾作　-魔界破壊親子-（2005年、京都市右京ふれあい文化会館）
- 栞〜一番大切なものを捨てる前に、他の全てを捨てればいい〜（2008年、神楽坂・theatre iwato）
- ちゃんぱら〜大部屋俳優 乱れ咲き〜（2009年、神楽坂・theatre iwato）- 久保 役（主演）
- DDT 浅草花やしき公演（2009年、浅草花やしき特設会場）
- 紅峠（2010年、池袋シアターグリーン・BIG TREE THEATER）- 左内 役（準主演）
- JAE Presents「白鎧亜 -HAKUGAIA-」（2010年、品川ステラボール）
- JAE Presents Vol.10「残侠」（2010年、新宿SPACE107）
- JAE Presents Vol.11「Wipe Out -破壊-」（2011年、大塚萬劇場）
- 熱海殺人事件〜売春捜査官〜（2014年、WORSAL THEATER）

### オリジナルビデオ
- 任侠沈没（2010年）- 陳玉 役
- 新・喧嘩の花道（2013年）- 剣先 役
- 新・喧嘩の花道/完結編（2013年）- 剣先 役
- 鎧武/ガイム外伝 仮面ライダー斬月/仮面ライダーバロン（2015年）- 黒服の男 役

### バラエティ
- 関ジャニ特命捜査班7係（2016年1月30日、日本テレビ）

### CM
- NTTタウンページ「四色忍者編」- 四色忍者（メイン）役
- 質庫ぜに屋本店「SAMURAI編」- 侍 役

### ラジオドラマ
- 青春アドベンチャー 今日は一日“おいしい音楽・食いだおれ”三昧「プリンセス・トヨトミ」（2009年、NHK-FM放送）- 私服警官 役
- 神去なあなあ日常（2010年、NHK-FM放送）

### ゲーム
- ゼルダの伝説 時のオカリナ（1998年、任天堂）- リンク 役（モーションアクター）
- Shinobi（2002年、セガ）- 秀真 役（モーションアクター）

### ショートムービー
- JAEオリジナル ショートムービー「華麗なる追跡 TARGET-標的-」（2015年）- 唐木田 役
- JAEオリジナル ショートムービー「華麗なる追跡2 〜Dファイル〜」（2015年）- 唐木田 役

### イベント
- JAE NAKED LIVE「がんばろう 日本！」（2011年）
- JAE "春"プレミアムイベント ~Jump Up!~（2016年）

## アクション監督

### テレビドラマ（アクション監督）
- 警部補・佐々木丈太郎7（2014年、フジテレビ）

### 映画（アクション監督）
- 動画探偵ぐれいと・SP2 ニコニコ心霊殺人（2011年、webムービー）※AC監督&出演
- CLUB NICOLA II（2011年）

### オリジナルビデオ（アクション監督）
- 新・喧嘩の花道（2013年）
- 新・喧嘩の花道/完結編（2013年）